# Cerro Coi

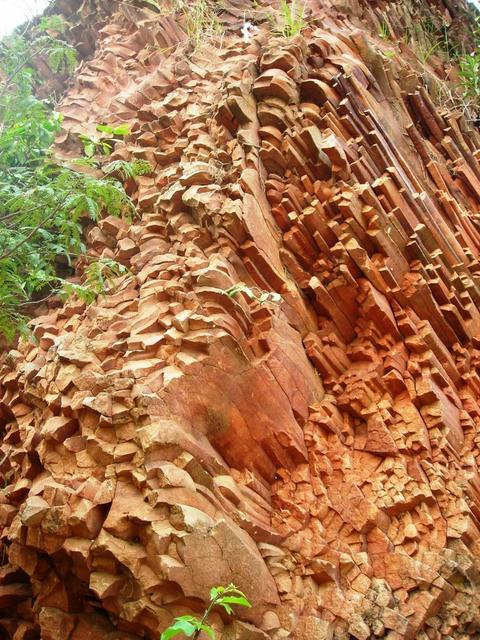
Cerro Kõi.

El Cerro Kõi es un montículo situado en el noreste del Departamento Central de la República del Paraguay en la jurisdicción del municipio de Areguá. Esta cumbre pertenece al grupo de cerros de la Cordillera de Ybytypanemá. Este mismo fue declarado como patrimonio natural en 1993 debido a la forma de sus piedras (octogonales) que solamente existen tres en el mundo; en Sudáfrica, Canadá y en Paraguay (este mismo). Su cota es de 200 metros sobre el nivel del mar

## Ubicación
- Localización: 25°19′25″S 57°23′54.91″O / -25.32361, -57.3985861

- Altitud: 200 m s. n. m.